# Binh biến Miêu, Lưu
Miêu, Lưu binh biến (苗劉兵變), còn gọi là Miêu Lưu chi biến (苗劉之變), Minh Thụ chi biến (明受之變), là một cuộc đảo chính diễn ra vào tháng 3 đến tháng 4 năm Kiến Viêm thứ ba thời Nam Tống Cao Tông, do hai tướng Miêu Phó và Lưu Chính Ngạn phát động nhằm tiêu diệt phe chống đối của Xu mật xứ Vương Uyên và thế lực nội thị, tiếp đó là ép Cao Tông nhường ngôi cho thái tử Nguyên Ý. Cuộc chính biến kéo dài chưa được một tháng thì quân cần vương các nơi đã kéo quân đến; Miêu Phó không có khả năng khống chế cục diện, nên bị bắt và giết chết; Tống Cao Tông được đưa trở lại ngôi vua lần thứ hai.

## Bối cảnh

Tống Cao Tông (1127 - 1162)

Tĩnh Khang năm thứ hai, tức Công nguyên năm 1127, Bắc Tống diệt vong trước sự tấn công của người Kim. Hai vua Huy, Khâm bị bắt giải lên miền bắc, tể tướng Trương Bang Xương được lập làm đế ở Trung Nguyên. Tháng 5 cùng năm, hoàng tử thứ 9 là Khang vương Triệu Cấu được sự ủng hộ của các tướng sĩ, tức vị hoàng đế ở Nam Kinh Ứng Thiên phủ, tức là vua Cao Tông triều Nam Tống.
Từ sau khi lên ngôi, Cao Tông bãi chức tể tướng Lý Cương, trọng dụng gian thần là Hoàng Tiềm Thiện, Uông Bá Ngạn cùng bọn nội thị Khang Lý, Lam Khuê, để chúng thao túng chánh quyền. Từ năm 1128, quân Kim lại nam hạ, triều Tống liên tiếp bị bại trận, toàn bộ miền bắc chìm trong binh lửa. Quân Kim thừa thắng tiến xuống phía nam. Cao Tông kinh hoàng, từ Biện Kinh bỏ chạy về Dương châu, rồi lại chạy ra Trấn Giang, Bình Giang rồi Sùng Đức thuộc Hàng châu; hạ chiếu tạ tội, xá miễn từ tội chết trở xuống; lại bãi chức của Uông, Hoàng nhằm trấn an dân tình. Cất nhắc Chu Thắng Phi làm Thượng thư Tả bộc xạ, Vương Uyên làm Giám thư Khu mật viện sự. Bấy giờ bách tính phải khổ cực vì chiến tranh, trong dân gian có lời đồn trong quá trình hành quân, bọn Vương Uyên, Khang Lý cướp nhà, cướp của dân. Ngự doanh thống chế Miêu Phó xuất thân tướng môn, thấy Vương Uyên móc nối với nội thị mà vào được Khu mật, cũng không vừa lòng lại thêm bộ tướng Trương Quỳ khuyến khích, nên nảy ý định giết Vương Uyên cùng bọn nội thị. Thứ sử Uy châu Lưu Chính Ngạn tuy do Uyên tiến cử, nhưng vì công to thưởng nhỏ mà sinh oán hận; liền liên lạc với nhau. Bọn họ cùng một số tướng là Vương Thế Tu, Vương Quân Phủ, Trương Quỳ, Mã Nhu Cát bí mật thành lập đội quân Xích Tâm, với mục đích tiêu diệt Vương Uyên, sau đó là giết hết bọn nội thị.

## Miêu, Lưu phát động binh biến
Miêu Phó cho quân sĩ mai phục ở ngoài thành, cho giả tin báo rằng có đạo tặc bên ngoài, muốn Vương Uyên ra đánh dẹp. Khang Lý đoán biết quân sĩ sẽ làm loạn, nên cùng Chu Thắng Phi triệu Vương Uyên vào tìm kế phòng bị. Uyên cho 500 quân hộ vệ, đề phòng bất trắc. Dân trong thành đều kinh hoàng.
Ngày 26 tháng 3 năm 1129 là giỗ của Tống Thần Tông, các quan vào điện hành hương. Hôm đó có chiếu dùng Lưu Quang Thế làm Kiểm giáo thái bảo, Điện tiền đô chỉ huy sứ dẫn trăm quan vào điện. Miêu, Lưu lệnh cho Vương Thế Tu phục binh dưới cầu ngoài cửa bắc thành, chờ khi thoái triều, Vương Uyên đi ngang qua, quân sĩ bắt lại và kể tội thông đồng với hoạn quan, sau đó Lưu Chính Ngạn chém đầu Vương Uyên. Rồi cho quân bao vây nhà Khang Lý chém giết, rồi lại kéo vào cung giết hơn 100 nội thị. Miêu Phó dán cáo thị, Lưu Chính Ngạn đem quân tiến vào cửa bắc hành cung. Hai tướng cùng đóng quân ở dưới cửa. Trung quân đô thống chế Ngô Đam vốn có thông đồng với Miêu, Lưu nên mở cửa cho họ tiến vào. Miêu, Lưu vào gặp theo lời triệu tập của Cao Tông, giải thích về việc giết đại thần như sau:
Bệ hạ tín nhiệm trung quan, thưởng phạt bất công, quân sĩ có công không trọng thưởng, kẻ móc nối với nội thị lại được quan to. Hoàng Tiềm Thiện, Uông Bá Ngạn bán nước hại dân, tội ác tài trời mà chỉ bị đày đi xa. Vương Uyên gặp giặc không đánh, vượt sông bỏ trốn mà giao kết với Khang Lý thì được lên chức Khu mật. Thần tự thấy từ lúc bệ hạ tức vị đến nay bản thân lập công không ít, mà chỉ được làm Diêu Quân đoàn luyện sứ.
Sau đó họ đòi Cao Tông giết Khang Lý, Lam Khuê, Tăng Trạch. Cao Tông định đày ra đảo nhưng Miêu Phó không nghe, nên đành sai Ngô Đam dẫn bọn Khang Lý ra nộp để Miêu Phó giết chết.
Sau đó Miêu, Lưu lại đòi Cao Tông từ ngôi để đón Khâm Tông trở về. Theo đòi hỏi của Miêu Phó, Cao Tông đành phải hạ chiếu thư mời thái hậu lên triều nghe chính, sai sứ đến Kim nghị hòa.
Nhiều người tỏ ra nghiêng về Miêu Phó. Cao Tông đành bỏ ngai vàng, cho đón thái hậu lên hầu. Thái hậu xuống lầu phủ dụ khuyên Miêu, Lưu không nên bắt Cao Tông nhường ngôi vì ông không có gì thất đức, nhưng họ không chịu, xin thái hậu buông rèm nhiếp chính, lập thái tử Triệu Phu làm vua mới. Sau đó Miêu Phó dọa sẽ giải tán hết quân sĩ. Cuối cùng thì thái hậu đành nghe theo.
Chu Thắng Phi vào bẩm báo với Cao Tông xin tạm theo Miêu, Lưu, sau sẽ liệu. Cao Tông đành tự tay xuống chiếu nhường ngôi cho thái tử Phu mới lên 3, Long Hựu thái hậu Mạnh thị buông rèm nhiếp chính, tôn Cao Tông là Duệ Thánh Nhân Hiếu hoàng đế, đến hành cung Hiển Nhân Thọ xa nơi của thái hậu, nghi lễ giống như Đạo Quân hoàng đế (Huy Tông) trước kia. Thái hậu hạ lệnh cải nguyên là Minh Thụ, phong Miêu Phó là Vũ Đường quân tiết độ sứ, Lưu Chính Ngạn là Vũ Thành quân tiết độ sứ. Lam Khuê cùng Tăng Trạch bị đày đến Lĩnh Nam rồi bị Miêu Phó sai người giết chết. Hai người lại ép thái hậu dời đô về Huy Việt, nhưng sau theo ý của Chu Thắng Phi nên thôi.

## Các tướng ra quân
Thái hậu ẵm Thái tử Ngụy quốc công Phu lâm triều nghe chính, nhưng thực tế triều chính do bọn Miêu, Lưu thao túng. Miêu Phó lấy mệnh lệnh của thái hậu, phong Hàn Thế Trung làm Phùng Nhật Thiên Vũ sương đô chỉ huy sứ, Trương Tuấn làm Phùng Nhật Thiên Vũ tứ sương đô chỉ huy sứ, trong tờ chiếu viết niên hiệu là Minh Thụ. Lại mệnh cho Trương Tuấn chỉ được mang theo 300 quân tới Tần Phượng, để 2000 quân ở chỗ thống chế Trần Tư Cung, 1000 quân ở chỗ Dương Nghi Trung. Giang Đông chế trí sứ Lã Di Hạo nghe chiếu nội thiện, đoán biết là có việc gian trá, liền tập hợp quân sĩ và gửi thư tới chỗ Trương Tuấn, Lưu Quang Thế báo tin. Lúc chiếu thư tới Bình Giang, Trương Tuấn khóc lóc thảm thiết, rồi triệu tập tướng sĩ bàn việc dẹp loạn. Thế là hai người hẹn nhau cùng khởi sự, dâng thư xin Cao Tông phục vị.
Lúc đó Hàn Thế Trung nghe tin cũng lập tức ra quân. Trương Tuấn mừng rỡ, viết thư cho Thế Trung xin hợp quân ở Hàng châu. Thế Trung nói:
Thề không đội trời chung với hai tên giặc ấy.
Miêu Phó nghe tin Thế Trung ra quân thì rất lo ngại, muốn giữ vợ Thế Trung là Lương phu nhân làm con tin, vội hỏi ý Chu Thắng Phi. Thắng Phi vốn bất mãn với việc làm của Miêu, Lưu, bèn nghĩ kế nói rằng nên thả vợ con Thế Trung để Thế Trung cảm kích Miêu Phó, Phó nghe theo. Vì vậy, Lương phu nhân được phong làm An Quốc phu nhân, thả đến chỗ của Thế Trung. Ít lâu sau có chiếu thư triệu Thế Trung, viết niên hiệu Minh Thụ. Thế Trung xé vụn tờ chiếu, bảo:
Ta chỉ biết có Kiến Viêm, không biết có Minh Thụ.
Rồi chém sứ giả, báo cho Trương Tuấn chuẩn bị tiến quân. Miêu Phó sai em là Miêu Dực cùng Mã Nhu Cát đến phòng thủ Lâm Bình và xin chỉ thái hậu, phong Tuấn cùng Thế Trung làm Tiết độ sứ, giáng Trương Tuấn khác. Bấy giờ Hàn Thế Trung được cử làm Tiền quân, Trương Tuấn làm phó, Lưu Quang Tuấn là Du kích quân. Các đạo quân nhanh chóng tiến xuống Hàn châu. Miêu Phó thấy tình hình nguy cấp quá, lại nghe theo Chu Thắng Phi, quyết định nhận tội và lập lại Duệ Thánh. Ngày 20 tháng 4 năm 1129, Miêu Phó thỉnh chiếu thư của thái hậu, đưa Duệ Thánh lên ngôi lần thứ hai. Chu Thắng Phi vẫn sợ Miêu Phó đổi ý nên xin thái hậu hạ lệnh xá miễn cho Miêu, Lưu. Hai người dẫn bách quan đến chỗ Duệ Thánh mời Duệ Thánh phục vị. Duệ Thánh vẫn nhẹ nhàng phủ dụ. Hôm sau, thái hậu trả lại triều chính, Cao Tông được về hành cung phục ngôi, đổi niên hiệu lại là Kiến Viêm, phong Ngụy quốc công Triệu Phu là Hoàng thái tử, Miêu Phó là Hoài Tây chế trí sứ, Lưu Chính Ngạn là phó, Trương Tuấn khác là Tri Khu mật viện sứ.

## Binh biến chấm dứt
Mặc dù Duệ Thánh đã phục vị nhưng Lã Di Hạo vẫn chủ trương tiếp tục tiến quân tận diệt Miêu, Lưu. Các đạo quân tiến tới Lâm Bình. Hàn Thế Trung phá được quân Miêu Dực và Mã Nhu Cát. Miêu, Lưu hoảng sợ, vội vơ vét của cải trốn khỏi thành cùng 2000 quân. Cuối cùng bị Hàn Thế Trung đuổi đến trạm Ngư Lương rồi bị chém đầu. Vương Thế Tu cũng bị giết.
Trương Tuấn khác cùng Lã Di Hạo vào cung yết kiến Cao Tông, được ban tặng đai ngọc. Sau đó Hàn Thế Trung cũng đến thỉnh tội, Cao Tông cầm tay Thế Trung, bảo
Trung quân thống chế Ngô Đam mở cửa cung cho nghịch đảng tiến vào. Giờ hắn đang quanh quẩn đâu đó. Khanh trừ được hắn không.
Thế Trung nhận lệnh, bắt và giết Ngô Đam. Nghịch đảng Vương Nguyên Tá, Mã Viện, Phạm Trọng Dung... đều bị xử tội lưu đày. Chu Thắng Phi xin bãi chức và tiến cử Lã Di Hạo. Cao Tông phong cho Lã Di Hạo làm Thượng thư Hữu bộc xạ, Trịnh Giác là Thượng thư tả thừa. Trương Tuấn, Hàn Thế Trung, Lưu Quang Thế đều được thăng thưởng. Ít lâu ra thái tử Triệu Phu qua đời.

## Ảnh hưởng
Binh biến Miêu, Lưu chấm dứt, Cao Tông được phục vị, tuy nhiên thế lực của triều Tống phần nào giảm sút sau biến loạn này, đến khi quân Kim tiếp tục nam hạ không lâu sau đó, Cao Tông kinh hoàng giong buồm ra biển, mãi đến năm 1131 mới chính thức định đô tại Hàng châu Lâm An phủ. Cuộc chính biến này đã ảnh hưởng đến thái độ của Tống Cao Tông trong việc đối nội, khiến ông không còn tin tưởng vào các tướng nữa, do lo sợ một lời nói của Miêu Phó: đón Khâm Tông trở về. Dẫn đến việc về sau Nam Tống nhiều lần khuất nhục chịu hòa với người Kim, dâng mất một nửa giang sơn.